# パウロ・セザール・ダ・シウヴァ・アルゴロ
パウロ・セザール（Paulo César）こと、パウロ・セザール・ダ・シウヴァ・アルゴロ（Paulo César da Silva Argolo, 中国語:保羅、1986年3月27日 - ）は、ブラジル・アラカジュ出身のプロサッカー選手。傑志体育会所属。ポジションはゴールキーパー。香港代表。

## 経歴
2016年7月、香港プレミアリーグの大埔足球会に移籍した
。
2021年5月10日、南区足球会との試合で傑志での初出場を果たした。
同年6月24日、AFCチャンピオンズリーグのグループステージ初戦のタイ・ポートFC戦にスタメン出場しチームの勝利に貢献した。

## 代表歴
2021年5月10日、香港のパスポートを取得したことを正式に発表し、香港代表として活躍できるようになった。
2022年6月1日、マレーシア代表との親善試合で代表デビューを果たした。